# Rhynchostegiella durieui
Rhynchostegiella durieui là một loài rêu trong họ Brachytheciaceae. Loài này được Mont. P. Allorge & Perss. mô tả khoa học đầu tiên năm 1952.